# Verzetsmonument Hoogeveen
Het Verzetsmonument in de Drentse plaats Hoogeveen is een monument ter nagedachtenis aan het Nederlands verzet in de Tweede Wereldoorlog.

## Beschrijving
Het monument werd gemaakt bij de Firma L. Petit en geplaatst bij het gemeentehuis aan het Raadshuisplein. Het werd op 4 mei 1949 door twee Hoogeveense kinderen onthuld.
Het gedenkteken toont uit een natuurstenen, staande mannenfiguur voor een muur, als het ware staande voor een vuurpeloton. Het beeld geplaatst op een hoge sokkel, waarop een plaquette is aangebracht met de tekst 

UIT HET DUISTER,
OPZIENDE NAAR
HET LICHT, 
VOLBRACHT GIJ
UW ZWARE TAAK
1940 - 1945
TER HERDENKING
AAN DE
GEVALLENEN